# برت الکین
برت الکین (انگلیسی: Bert Elkin; ۱۴ ژانویهٔ ۱۸۸۶ – ۳ ژوئن ۱۹۶۲) بازیکن فوتبال اهل بریتانیا بود.
از باشگاه‌هایی که در آن بازی کرده‌است می‌توان به باشگاه فوتبال لوتون تاون، باشگاه فوتبال استوک‌پورت کانتی، باشگاه فوتبال تاتنهام هاتسپر، و باشگاه فوتبال فولام اشاره کرد.